# Opciones
Opciones (« Options ») est un hebdomadaire économique cubain, créé en 1994.